# Carrouges
Carrouges is een gemeente in het Franse departement Orne (regio Normandië) en telt 735 inwoners (2005). De plaats maakt deel uit van het arrondissement Alençon.

## Geografie
De oppervlakte van Carrouges bedraagt 8,5 km², de bevolkingsdichtheid is 86,5 inwoners per km².
De onderstaande kaart toont de ligging van Carrouges met de belangrijkste infrastructuur en aangrenzende gemeenten.

## Demografie
Onderstaande figuur toont het verloop van het inwonertal (bron: INSEE-tellingen).